# Force majeure en droit français
En droit français, un cas dit de force majeure est un événement exceptionnel auquel on ne peut faire face.
En droit, les conditions de la force majeure évoluent au gré de la jurisprudence et de la doctrine. Traditionnellement, l'événement doit être « imprévisible, irrésistible et extérieur » pour constituer un cas de force majeure. Cette conception classique est cependant remise en cause.
La force majeure permet une exonération de la responsabilité, c'est-à-dire qu'on écarte la responsabilité qui aurait normalement dû être retenue au vu de la règle de droit applicable, en invoquant les circonstances exceptionnelles qui entourent l'événement.
Elle s'applique aux domaines de la responsabilité contractuelle, délictuelle et quasi-délictuelle, aussi bien en droit privé qu'en droit public.

## L'exonération de responsabilité, raison d'être de la force majeure
La force majeure est un cas d'exonération de la responsabilité. Antérieurement à la réforme du droit des contrats de 2016, l'article 1148 du Code civil disposait qu'« Il n'y a lieu à aucun dommages et intérêts lorsque, par suite d'une force majeure ou d'un cas fortuit, le débiteur a été empêché de donner ou de faire ce à quoi il était obligé, ou a fait ce qui lui était interdit ».
À présent, le Code civil énonce en son article 1218 qu'« Il y a force majeure en matière contractuelle lorsqu'un événement échappant au contrôle du débiteur, qui ne pouvait être raisonnablement prévu lors de la conclusion du contrat et dont les effets ne peuvent être évités par des mesures appropriées, empêche l'exécution de son obligation par le débiteur ».
La réforme consacre ainsi deux des trois critères traditionnels que sont l'imprévisibilité et l'irrésistibilité mais n'exige pas que l'événement soit extérieur.
En présence de circonstances exceptionnelles, l'application classique de la règle de droit doit être modifiée, pour ne pas conduire à un résultat injuste : c'est la raison d'être de la force majeure, qui s'approche ainsi de l'équité.
La force majeure est un principe général du droit français. En tant que notion de droit, son appréciation relève du contrôle de la Cour de cassation, sous réserve des constatations souveraines des juges du fond.
Son application est large : droit public et droit privé, responsabilité contractuelle et délictuelle. Elle est particulièrement invoquée en droit du travail, concernant les ruptures de contrat de travail et de même en droit des baux (bail commercial, bail d'habitation) pour les sinistres et les résiliations par jeu de la clause résolutoire.

## Les critères « classiques » de la force majeure
La théorie classique définit la force majeure par trois critères, évalués de manière cumulative : l'extériorité, l'imprévisibilité et l'irrésistibilité.
- Extériorité : l'événement est extérieur à la personne mise en cause. Elle n'est pour rien dans sa survenance, qui résulte donc d'une cause étrangère et est indépendant de sa volonté. L'évaluation de l'extériorité est stricte, un automobiliste provoquant un accident à la suite d'une crise d'épilepsie ne peut se prévaloir de la force majeure (Cass., Civ 2e, 18-12-1964, Trichard D.). Les éléments intrinsèques à la personne ou à la chose ne peuvent normalement pas constituer des cas de force majeure (une maladie ou un vice caché, par exemple - Cass.Civ.3e, 02-04-2003). L'exécution de l'obligation ne doit pas seulement être rendue plus difficile ou plus onéreuse, elle doit être impossible. Si l'événement extérieur cesse, l'obligation reprend, elle n'est que suspendue.
- Imprévisibilité (dans la survenance de l'événement) : on considère que si un événement est prédit, on pourra prendre les mesures appropriées pour éviter ou limiter le préjudice. Ne pas l'avoir fait est considéré comme une faute. L'évaluation repose sur l'appréciation du comportement avant l'événement, par référence à une personne prudente et diligente, et en tenant compte des circonstances de lieu, de temps, de saison. En matière délictuelle, l'imprévisibilité s'apprécie au jour du fait dommageable ; en matière contractuelle, à la conclusion du contrat, le débiteur ne s'engageant qu'en fonction de ce qui était prévisible à cette date. L'existence d'antécédent suffit pour affirmer la prévisibilité de l'événement, par exemple :
  - CE, 4 avril 1962, « Chais d’Armagnac », où le Conseil d'État précise qu’une crue s’étant produite 69 ans avant celle qui a causé le dommage, cette dernière était prévisible.
  - TA Grenoble, 19 juin 1974, « Dame BOSVY », pour une avalanche avec un antécédent qui remonte à un demi-siècle.
- Irrésistibilité (dans ses effets) : elle indique que l'événement est insurmontable, celui-ci n'est ni un simple empêchement ni une difficulté accrue (à honorer un contrat par exemple). L'appréciation des faits est très stricte pour coller à cette définition : il s'agit de catastrophes naturelles (séisme, tempête) ou d'événement politiques majeurs (révolution, guerre). Quant à l'individu, il faut qu'il lui ait été impossible, pendant l'événement, d'agir autrement qu'il ne l'a fait. C'est une appréciation « in abstracto » de son comportement par référence à un individu moyen placé dans la même situation. L'irrésistibilité est parfois rapprochée des notions d'événement « inévitable » ou « insurmontable ».

## La remise en cause des critères classiques

### Par la doctrine
Un débat doctrinal entoure la notion de force majeure, remettant en cause la pertinence de la définition classique de la force majeure. Un seul des trois critères est mis en avant, les deux autres étant considérés comme de simples indices non indispensables.
- Extériorité : selon plusieurs auteurs, le critère d'extériorité ne serait pas pertinent. Il ne permet pas d'évaluer le comportement du sujet face à l'événement. De plus, ce n'est pas un critère propre à cette cause d'exonération de responsabilité (également pour la faute de la victime et le fait du tiers) et il n'est pas toujours indispensable à la force majeure. Un élément interne au défendeur ou à son activité (grève, maladie) peut être irrésistible, même s'il est évidemment plus difficile d'avoir une emprise sur un phénomène extérieur. (Noter qu'il en est de même pour l'irrésistibilité : il est plus difficile de résister à un événement extérieur, mais la prévisibilité ne présume pas qu'il est résistible.)
- Imprévisibilité : Paul-Henri Antonmattei, auteur d'une thèse sur la force majeure, affirme qu'il ne s'agit pas de savoir si l'événement est prévisible, mais s'il est évitable. Ainsi un ouragan est prévisible mais inévitable, il ne semble pas juste pourtant d'écarter la force majeure. D'autres auteurs ont affirmé que l'imprévisibilité n'est qu'un indice et non un critère de la force majeure, l'irrésistibilité suffisant à elle seule pour constituer la force majeure (Fabrice Lemaire).

### Par la jurisprudence
Suivant l'évolution de la doctrine, les tribunaux français ont ces dernières années, adopté une définition plus souple de la force majeure :
- L'extériorité n'est souvent plus prise en compte, des circonstances internes à l'agent sont retenues comme force majeure (maladie, grève, chômage ou absence de ressources)
- L'irrésistibilité est préférée à l'imprévisibilité. Un événement même prévisible est un cas de force majeure si sa prévision ne permet pas d'empêcher ses effets et si toutes les mesures nécessaires ont été prises. L'irrésistibilité est aussi appréciée de manière plus relative : il faut que l'événement soit « normalement irrésistible », par référence à un individu ordinaire. Cette approche est aussi celle de la CJCE dans un arrêt du 17 septembre 1987, qui exclut l'idée d' « impossibilité absolue » de sa définition de la force majeure.

Ceci n'abolit pas l'obligation de prudence : pour que l'événement soit considéré comme irrésistible, il faut que celui qui s'en prévaut ait fait tout ce qui était possible de faire pour éviter la survenance du dommage. C'est une souplesse car il s'agit d'une obligation de moyens renforcée et non d'une obligation de résultat. Malgré les précautions prises, les événements préjudiciables ne peuvent pas tous être évités : cette nouvelle position peut donc être considérée comme une preuve d'humilité rappelant que tout ne peut être dominé.

## L'acceptation de la force majeure pour le fait d'un tiers
Depuis un arrêt de la 1re chambre civile de la Cour de cassation rendu le 23 juin 2011 (n° pourvoi: 10-15811), la Haute-Cour admet la force majeure pour le fait d'un tiers. En l'espèce il s'agissait d'un homme poignardé dans le train par un autre, qui ne présentait aucun danger apparent. La Cour a considéré que rien ne pouvait être entrepris par les contrôleurs du train, ni par la société française des chemins de fer, ni par les autres personnes extérieures au meurtre, du fait du caractère spontané et insoupçonnable de l'agression, l'imprévisibilité et l'irrésistibilité de l'agression
Par cet arrêt, la Cour de cassation s'oppose à un autre arrêt du 3 juillet 2002 qui affirmait que la force majeure ne pouvait résulter d'un tiers.

## La réaffirmation des critères classiques par la Cour de cassation

### Une incertitude néfaste à la sécurité juridique
Les différentes chambres de la Cour de cassation n'étaient pas en accord sur leur définition de la force majeure.
La première chambre civile, puis la chambre commerciale ont progressivement orienté leurs arrêts vers la prise en compte du seul critère d'irrésistibilité. La formulation la plus radicale de cette position apparaît en 2002 : « la seule irrésistibilité de l’événement caractérise la force majeure » (Cass.Civ 1re 06-11-2002)
La deuxième chambre civile et la chambre sociale campent sur leur position. La deuxième chambre civile a notamment cassé un arrêt de la cour d’appel d’Aix en Provence pour avoir ignoré le caractère imprévisible de la force majeure (Cass. Civ.2e 01-04-1999). Il s’agissait d’une inondation du sous-sol de l'immeuble dû à un débordement des égouts de la ville, la chambre a considéré que l'équipement était insuffisant alors que l'inondation était prévisible dans les circonstances où elle était survenue.
Ces dissonances dans la définition de la force majeure sont sources d'insécurité juridique. Il est difficile en effet d'admettre que l'analyse d'un même événement puisse reposer sur des critères de qualification différents selon la chambre traitant le cas. Cette situation ne permet pas au justiciable de savoir à quelles conditions l'événement qu'il invoque produira les effets d'exonération de responsabilité qu'il attend.
Le service de documentation et d'études de la Cour de cassation constate lui-même ces divergences entre les chambres et au sein des chambres, où plusieurs définitions de la force majeure cohabitent parfois (étude de M.Cristau : La force majeure au sein de la jurisprudence de la Cour de cassation).

### Le retour à une définition plus stricte par les arrêts d'avril 2006
L’assemblée plénière met fin à ces divergences au sein de la Cour de cassation en avril 2006, en réaffirmant la pertinence des deux caractères classiques cumulés (irrésistibilité et imprévisibilité), qualifiant les errements précédents de « regrettables incertitudes ». Sa solution est claire : « La force majeure (totalement) libératoire s’entend d’un événement non seulement irrésistible mais aussi imprévisible et il en est ainsi tant en matière contractuelle qu’en matière délictuelle » (Rapport 2006 de la Cour de cassation).
Le principe est réaffirmé en matière contractuelle (Cass. Plénière, 14-04-2006) concernant l'exonération d'un débiteur contractuel empêché d'exécuter son obligation par une maladie et en matière extra-contractuelle (Cass. Plénière, 14-04-2006) à propos de l'exonération du gardien d'une chose. Une nuance est faite entre ces deux matières sur le moment d'appréciation de l'existence des deux caractères : en matière délictuelle c'est le moment de l'accident ; en matière contractuelle, l'irrésistibilité se juge au moment de l'empêchement et l'imprévisibilité lors de la conclusion du contrat. C'est aussi un rappel de la définition classique. Peuvent être tenus pour prévisibles les seuls événements rendus plausibles par les circonstances et non tous les faits théoriquement concevables, pour que l'exonération ait une place.
Ce retour à une définition plus stricte et classique répondent « à la tradition et aux exigences des droits étrangers comme à celles du droit communautaire » et « aux attentes des victimes en quête d’indemnisation ».
La décision de la Cour de cassation met de l'ordre dans le débat jurisprudentiel ; presque cinq critères se côtoyaient : l'extériorité, l'imprévisibilité, l'irrésistibilité, l'inévitabilité et l'insurmontabilité. Néanmoins, si la définition jurisprudentielle est uniformisée, le débat doctrinal n'est pas clos.

#### A titre d'exemples
En droit des baux commerciaux, et relativement à l'épidémie de Covid19, la force majeure ne peut être invoquée comme motif de non-paiement des loyers. En effet, la condition d’extériorité est remplie puisque le débiteur n’est pas à l’origine de l’épidémie. Il en est de même pour la condition d’imprévisibilité dès lors que la conclusion du contrat est antérieure à la survenance de l’épidémie, les parties ne pouvaient la prévoir dans ses effets actuels. Seul le critère d’irrésistibilité pourrait poser question mais l'article 1218 du Code civil est claire sur cette question. En conséquence, le preneur à bail pourrait être déchargé de son obligation de payer les loyers si ce paiement a été rendu impossible par la survenance de l’épidémie de coronavirus, et non simplement difficile.

## Réforme du droit des contrats de 2016
La réforme du droit des contrats de 2016 donne une définition du cas de force majeure, en matière contractuelle, à l'article 1218 du code civil,. Cette définition reprend les critères traditionnels d'imprévisibilité et d'irrésistibilité. L'article 1218 précise que l'événement "doit échapper au contrôle du débiteur", pouvant laisser penser que le critère d'extériorité est repris par l'article 1218,. Toutefois, selon le Rapport au président de la République, l'article 1218 délaisse "le traditionnel critère d'extériorité",.